# Municipio de Auburn (condado de Tuscarawas)
El municipio de Auburn (en inglés: Auburn Township) es un municipio ubicado en el condado de Tuscarawas en el estado estadounidense de Ohio. En el año 2010 tenía una población de 1070 habitantes y una densidad poblacional de 18,37 personas por km².

## Geografía
El municipio de Auburn se encuentra ubicado en las coordenadas 40°27′21″N 81°37′7″O / 40.45583, -81.61861. Según la Oficina del Censo de los Estados Unidos, el municipio tiene una superficie total de 58.26 km², de la cual 58,23 km² corresponden a tierra firme y (0,06 %) 0,03 km² es agua.

## Demografía
Según el censo de 2010, había 1070 personas residiendo en el municipio de Auburn. La densidad de población era de 18,37 hab./km². De los 1070 habitantes, el municipio de Auburn estaba compuesto por el 98,69 % blancos, el 0,09 % eran afroamericanos, el 0,65 % eran asiáticos y el 0,56 % eran de una mezcla de razas. Del total de la población el 0,19 % eran hispanos o latinos de cualquier raza.